# Chaber

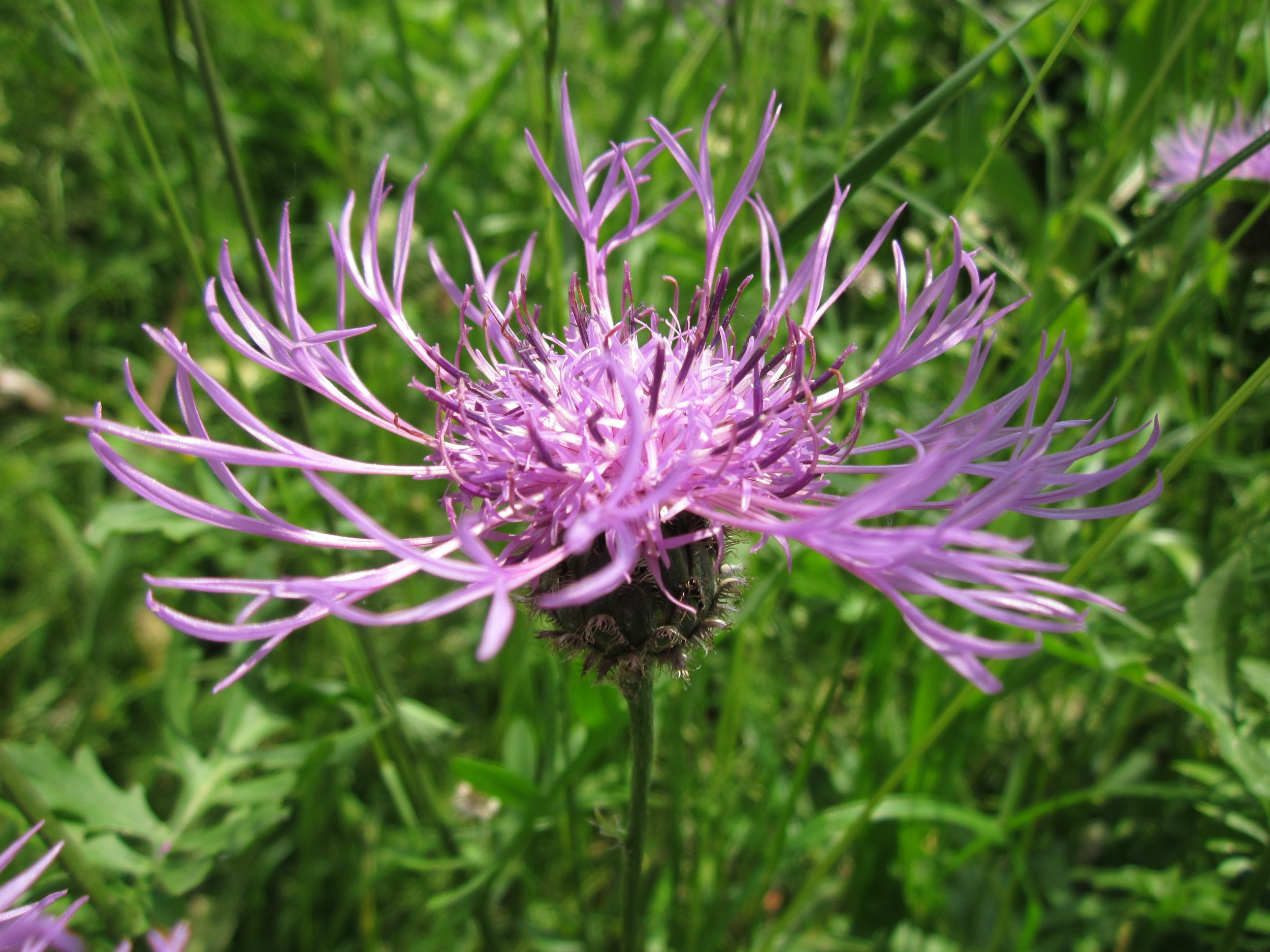
Kwiatostan chabru łąkowego

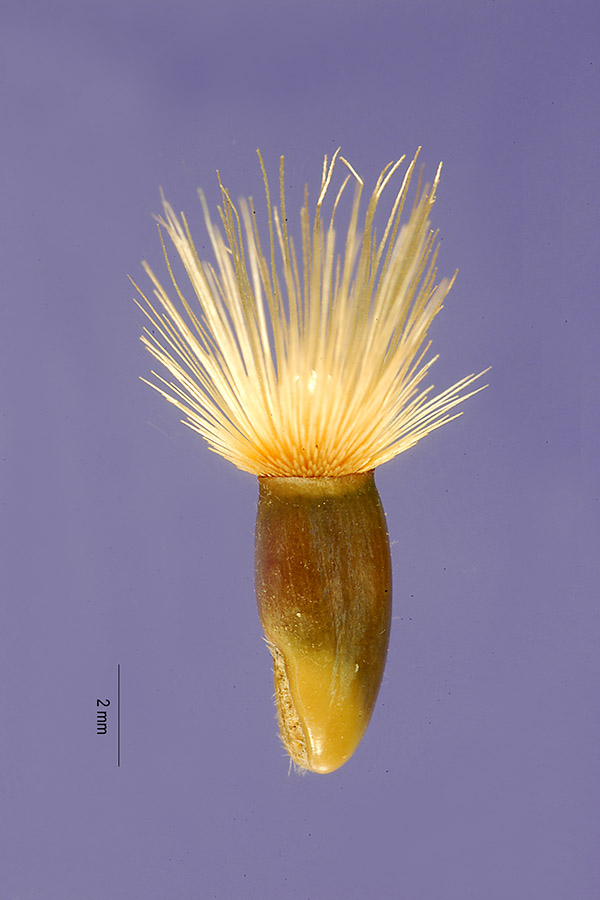
Owoc Centaurea depressa

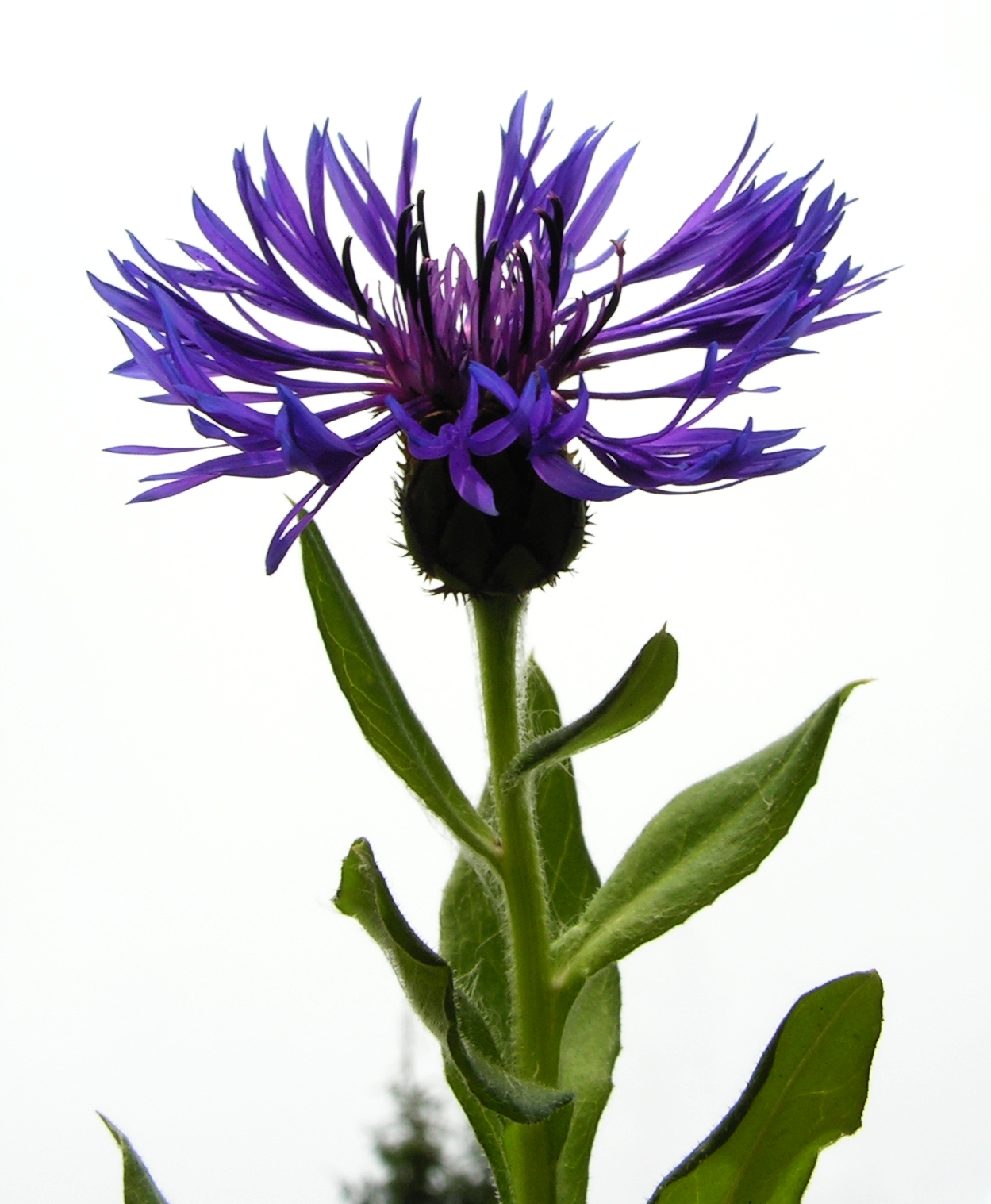
Chaber górski

Chaber (Centaurea L.) – rodzaj roślin z rodziny astrowatych (Asteraceae). Obejmuje według różnych ujęć systematycznych od ok. 250 do ok. 750 gatunków. Zasięg rodzaju obejmuje całą Europę, północną Afrykę i znaczną część Azji (z wyjątkiem jej południowo-wschodniej części). Rośliny z tego rodzaju rosną jako introdukowane na wszystkich innych kontynentach (z wyjątkiem Antarktydy).
Naukowa nazwa rodzaju utworzona została na bazie greckiej nazwy kentaureion używanej przez Hipokratesa i Pliniusza Starszego. Stosowana była na określenie rośliny, której sokiem centaur Chiron leczył ranę spowodowaną przez zatrutą strzałę Heraklesa. 
Niektóre gatunki uprawiane są jako rośliny ozdobne (gł. chaber górski C. montana, wielkogłówkowy C. macrocephala, piżmowy C. moschata), liczne wykorzystywane są jako lecznicze (np. drapacz lekarski C. benedicta, chaber bławatek C. cyanus, chaber ciemny C. nigra). Różne gatunki z tego rodzaju rosną jako chwasty w uprawach i są uciążliwymi gatunkami inwazyjnymi (np. chaber wełnisty C. solstitialis w Ameryce Północnej i Australii, chaber nadreński C. stoebe w Ameryce Północnej), silnie kolczasty  chaber gwieździsty C. iberica identyfikowany jest z biblijnym „ostem”. 

## Rozmieszczenie geograficzne
Zasięg rodzaju obejmuje północną Afrykę oraz zachodnią, środkową i północną Eurazję (w dawniejszych ujęciach systematycznych zaliczano tu także pojedyncze gatunki występujące w Ameryce Północnej i Australii, współcześnie wyodrębniane do innych rodzajów). Największe zróżnicowanie rodzaju występuje w rejonie Morza Śródziemnego (tylko na Półwyspie Iberyjskim rosną 94 gatunki), wraz z Azją Mniejszą i rejonem Kaukazu (zwłaszcza Armenią).
W Polsce rośnie 7–9 (w zależności od ujęcia systematycznego) gatunków chabrów mających status rodzimych, ponad drugie tyle gatunków jest introdukowanych i zadomowionych lub przejściowo dziczejących.
Gatunki flory Polski (dziko rosnące)
Pierwsza nazwa naukowa według listy krajowej, druga – obowiązująca według bazy taksonomicznej The Plants of the World (jeśli jest inna)

- chaber alpejski Centaurea alpestris Hegetschw. & Heer ≡ Centaurea scabiosa subsp. alpestris (Hegetschw.) Nyman
- chaber austriacki, ch. frygijski Centaurea phrygia L.
- chaber barwny Centaurea triumfettii All.
- chaber blady[10], ch. żółtokwiatowy[11] Centaurea diluta Aiton – efemerofit
- chaber bławatek Centaurea cyanus L. – antropofit zadomowiony
- chaber ciemny Centaurea nigra L. – prawdopodobnie antropofit zadomowiony
- chaber driakiewnik Centaurea scabiosa L.
- chaber drobnogłówkowy Centaurea diffusa Lam. – antropofit zadomowiony
- chaber drobnokoszyczkowy Centaurea micranthos S.G.Gmel. ex Hayek – antropofit zadomowiony
- chaber kolący Centaurea calcitrapa L. – efemerofit
- chaber Kotschyego Centaurea kotschyana Heuff. ex W.D.J. Koch
- chaber łąkowy Centaurea jacea L.
- chaber maltański Centaurea melitensis Lam. – efemerofit
- chaber miękkowłosy Centaurea mollis Waldst. & Kit.
- chaber nadreński Centaurea stoebe L.
- chaber ostrołuskowy, ch. łuskowy Centaurea oxylepis (Wimm. & Grab.) Hayek
- chaber owczy Centaurea ovina Pall. ex Willd. – efemerofit
- chaber pannoński Centaurea pannonica (Heuff.) Hayek ≡ Centaurea jacea subsp. angustifolia (DC.) Gremli
- chaber perukowy Centaurea pseudophrygia C.A. Mey. ≡ Centaurea phrygia subsp. pseudophrygia (C.A.Mey.) Gugler
- chaber szorstkogłówkowy Centaurea trichocephala M.Bieb. ex Willd. – efemerofit
- chaber wąskokwiatowy Centaurea tenuiflora DC. – efemerofit
- chaber wąskookrywowy Centaurea stenolepis A.Kern. ≡ Centaurea phrygia subsp. stenolepis (A.Kern.) Gugler
- chaber wełnisty Centaurea solstitialis L. – efemerofit
- chaber wschodni Centaurea orientalis L. – efemerofit
- chaber zaalpejski Centaurea transalpina Schleich. ex DC. ≡ Centaurea nigrescens subsp. transalpina (Mérat) Nyman – efemerofit

Gatunki spotykane w Polsce w uprawie
Pierwsza nazwa naukowa według publikacji polskojęzycznych, druga – obowiązująca według bazy taksonomicznej The Plants of the World (jeśli jest inna)

- chaber beheński Centaurea behen L.
- chaber białawy Centaurea dealbata Willd. ≡ Psephellus dealbatus (Willd.) K.Koch
- chaber białolistny Centaurea leucophylla DC. ≡ Psephellus hypoleucus Boiss.
- chaber Debauxa Centaurea debeauxii Godr. & Gren.
- chaber drobnociernisty Centaurea spinulosa Roch. ≡ Centaurea scabiosa subsp. spinulosa (Spreng.) Arcang.
- chaber górski Centaurea montana L.
- chaber jednokoszyczkowy Centaurea uniflora Turra
- chaber karabachski Centaurea karabaghensis Sosn. ≡ Psephellus karabaghensis Sosn.
- chaber kolchidzki Centaurea colchica Sosn. ≡ Psephellus colchicus Sosn.
- chaber lakolistny Centaurea cheiranthifolia Willd.
- chaber nadobny Centaurea bella Trautv. ≡ Psephellus bellus (Trautv.) Wagenitz
- chaber nagoowockowy Centaurea gymnocarpa Moris et de Not.
- chaber pambacki Centaurea pambakensis Sosn. ≡ Psephellus pambakensis Sosn.
- chaber perłowy Centaurea margaritacea Ten. ≡ Centaurea splendens L.
- chaber piękny Centaurea pulcherrima Willd. ≡ Psephellus pulcherrimus (Willd.) Wagenitz
- chaber prosty Centaurea simplicicaulis Boiss. & A.Huet ≡ Psephellus simplicicaulis (Boiss. & A.Huet) Wagenitz
- chaber purpurowy, ch. ciemnopurpurowy Centaurea atropurpurea Waldst. ≡ Centaurea calocephala Willd.
- chaber Rochela Centaurea rocheliana (Heuff.) Dostál ≡ Centaurea jacea subsp. banatica Hayek
- chaber ruski Centaurea ruthenica Lam. ≡ Rhaponticoides ruthenica (Lam.) M.V.Agab. & Greuter
- chaber saloński Centaurea salonitana Vis.
- chaber somchecki Centaurea somchetica Sosn. ≡ Psephellus somcheticus Sosn.
- chaber sztywnołodygowy Centaurea indurata Janka ≡ Centaurea phrygia subsp. indurata (Janka) Stoj. & Acht.
- chaber wielkogłówkowy Centaurea macrocephala Muss. Puschk. ex Willd.
- chaber zaostrzony Centaurea apiculata Ledeb. ≡ Centaurea scabiosa subsp. apiculata (Ledeb.) Mikheev
- chaber piżmowy, ch. pachnący, amberboa piżmowa Centaurea moschata L. ≡ Amberboa moschata (L.) DC.

## Morfologia
PokrójPrzeważnie byliny o rozgałęziających się kłączach, rzadziej rośliny roczne lub dwuletnie z korzeniami wrzecionowatymi. Pędy osiągają od 0,2 do 3 m wysokości (u. C. babylonica do 4 m), mogą się wznosić prosto ku górze, podnosić łukowato lub płożyć przy powierzchni gruntu, rozgałęziają się w różnym stopniu, czasem wcale. Pędy są nagie lub owłosione.
LiścieSkrętoległe, rzadko niepodzielone, częściej pierzastosieczne lub pierzastowrębne. Liście są bezbronne z wyjątkiem C. benedicta. Bliżej szczytu pędu liście są mniejsze.
KwiatyZebrane w koszyczki pojedyncze lub zebrane w złożone baldachogrono, rzadko skupione po kilka. Okrywy koszyczków są kuliste, półkuliste lub walcowate, osłonięte dachówkowato ułożonymi listkami, zwieńczonymi mniej lub bardziej wydatnymi przydatkami (przyczepkami), czasem frędzlowatymi lub pierzastodzielnymi i twardymi, kolczastymi. Dno koszyczka płaskie, pokryte plewinkami podzielonymi na włoski. Zewnętrzne kwiaty w koszyczku zwykle nijakie, o koronie powiększonej, 5- lub 8-łatkowej, skośnie lejkowatej, wewnętrzne kwiaty rurkowate i obupłciowe. Korony mają barwę białą, żółtą, różową, purpurową do niebieskiej.
OwoceNiełupki beczułkowate lub spłaszczone, gładkie lub żebrowane, nagie lub owłosione. Puch kielichowy w postaci kilku szeregów włosków krótszych na zewnątrz, dłuższych w środku, czasem zredukowany, nawet zupełnie.

## Systematyka
Pozycja systematyczna
Rodzaj z rodziny astrowatych Asteraceae, w obrębie której klasyfikowany jest do podrodziny Carduoideae, plemienia Cardueae i podplemienia Centaureinae. Taksonomia rodzaju długi czas była przedmiotem kontrowersji zarówno w zakresie wyodrębniania rodzaju, jak i jego podziału na taksony wewnątrzrodzajowe. Przełom nastąpił dzięki molekularnym analizom filogenetycznym, które wykazały, że dominujące ujęcie rodzaju czyniło zeń takson polifiletyczny. We współczesnym ujęciu Centaurea stanowi jeden z 32 rodzajów w obrębie podplemienia Centaureinae. Klad siostrzany względem rodzaju Centaurea tworzą rodzaje karduncelus Carduncellus, Phonus i krokosz Carthamus. Ze względu na zagnieżdżenie w obrębie rodzaju włącza się do niego tradycyjnie wyróżniane rodzaje, takie jak drapacz Cnicus czy Cyanea. Z kolei wyodrębniono z niego zaliczane tu dawniej gatunki, tworzące odrębne linie rozwojowe, m.in. oba gatunki północnoamerykańskie klasyfikowane współcześnie do rodzaju Plectocephalus, ale też Rhaponticoides, Psephellus, w niektórych ujęciach także Cyanus. W obrębie rodzaju Centaurea wyróżnia się trzy podrodzaje Centaurea, Cyanus i Lopholoma, liczne sekcje i podsekcje. Liczba gatunków tu zaliczanych jest bardzo różnie określana – od ok. 250, poprzez ok. 500, po ok. 750.
Wykaz gatunków